# Condado de Hancock (Iowa)
O Condado de Hancock é um dos 99 condados do estado norte-americano do Iowa. A sede do condado é Garner, que é também a sua maior cidade. O condado tem uma área de 1484 km² (dos quais 4 km² estão cobertos por água), uma população de 12 100 habitantes, e uma densidade populacional de 8 hab/km² (segundo o censo nacional de 2000). O condado foi fundado em 1851 e o seu nome é uma homenagem a John Hancock (1737-1793), comerciante de Massachusetts e destacado patriota da Revolução Americana.